# NHL 2002
NHL 2002 è un videogioco sportivo, più nello specifico hockey su ghiaccio, realizzato dalla EA Games nel settembre 2001. È l’undicesimo capitolo della serie e il secondo su PlayStation 2 (oltre ad essere presente su PC, Xbox e Gameboy Advance) dopo il successo di NHL 2001. Il gioco fu pubblicato dopo gli attentati dell’11 settembre 2001, e sulla schermata di caricamento che compariva prima delle partite casalinghe dei NY Rangers, compariva il World Trade Center. Grazie a una patch si poteva modificare tale schermata con quella della Statua della Libertà (la quale è implementata nella versione budget del gioco). EA Games continua a basarsi sulla sua formula di simulazione, migliorando ad esempio l’intelligenza artificiale dei giocatori. Sulla copertina di gioco appare Mario Lemieux, ex hockeista su ghiaccio. IGN lo ha definito uno dei più grandi passi avanti visti nella serie con una valutazione di 9.2, mentre Gamespot ha dichiarato che NHL 2002 è il miglior gioco hockey mai prodotto, dando un 9.0.

## Colonna sonora
| Artista           | Brano                     |
| ----------------- | ------------------------- |
| Barenaked Ladies  | It's Only Me              |
| Gob               | I Hear You Calling        |
| Sum 41            | Fat Lip                   |
| Sum 41            | Makes No Difference       |
| The Tea Party     | Temptation                |
| Treble Charger    | Brand New Low             |
| Treble Charger    | American Psycho           |
| The Immigrants    | Holding Onto This Somehow |
| The Immigrants    | Out On A Limb             |
| Rom Di Prisco     | Spuzzum                   |
| Rom Di Prisco     | Limes Are Nicer           |
| Rom Di Prisco     | George The Goalie Pilot   |
| Jet Set Satellite | Lies By The Thousands     |
| Gob               | No Regrets                |
| Gob               | For The Moment            |